# Porcellionides barroisi
Porcellionides barroisi is een pissebed uit de familie Porcellionidae. De wetenschappelijke naam van de soort is voor het eerst geldig gepubliceerd in 1889 door Adrien Dollfus.